# Fidena auribarba
Fidena auribarba är en tvåvingeart som först beskrevs av Günther Enderlein 1925.  Fidena auribarba ingår i släktet Fidena och familjen bromsar. Inga underarter finns listade i Catalogue of Life.